# Distichoceratinae
Sous-famille
Les Distichocertinae sont une sous-famille fossile d'ammonites marines de la famille des Oppeliidae.

## Systématique
La sous-famille des Distichocertinae a été créée en 1900 par le zoologiste et paléontologue américain Alpheus Hyatt (1838-1902).

### Fossiles
Selon Paleobiology Database, en 2025, cette sous-famille des Distichocertinae a vingt-sept collections référencées de fossiles. Ces collections sont du Callovien du Jurassique moyen, c'est-à-dire datent de 164,7 à 163,5 Ma avant notre ère.

### Répartition
Ces collections de fossiles proviennent de six pays, une collection d'Argentine, cinq de France, une d'Allemagne, quatre d'Inde, douze de Madagascar, et quatre de Suisse.

## Liste des genres
Selon Paleobiology Database, en 2022, cette sous-famille des Distichocertinae englobe les genres suivants :
- †Chanasia Rollier, 1922
- †Concavites Jeannet, 1951
- †Distichoceras Munier-Chalmas, 1892[2]
- †Horioceras Munier-Chalmas, 1892
- †Petitclercia Rollier, 1909
- †Sindeites Spath, 1925
- †Styracoceras Hyatt, 1903
- †Subbonarellia Spath, 1928[1]